# PASGT

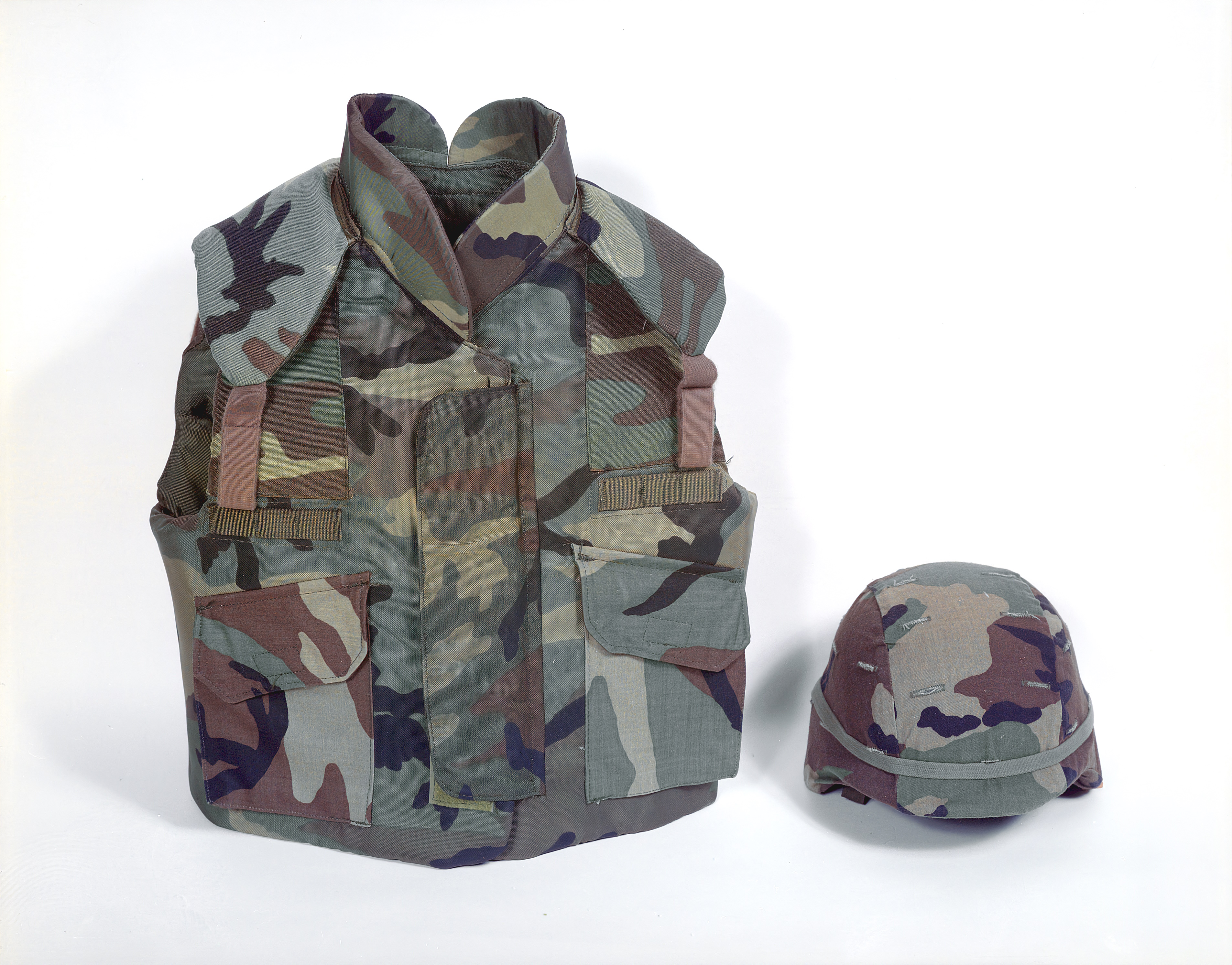
O capacete e colete PASGT (1991).

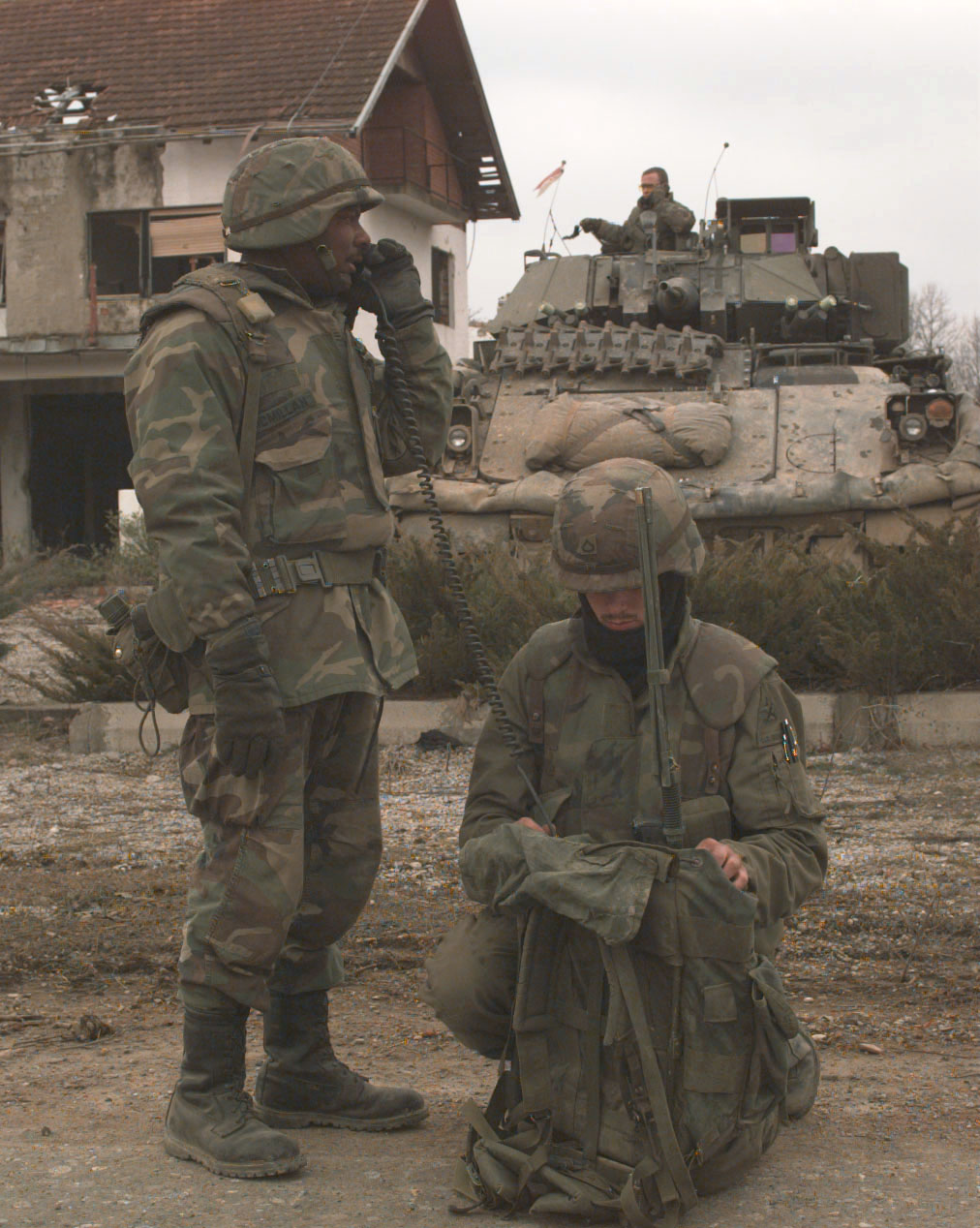
Militares dos Estados Unidos com o PASGT.

O Personnel Armor System for Ground Troops (PASGT, ou Sistema de Blindagem Pessoal para Tropas Terrestres) é um capacete de combate e colete à prova de balas utilizado pelas forças armadas dos Estados Unidos da década de 1980 até meados dos anos 2000, quando foi substituído pelo Lightweight Helmet, MICH e Interceptor body armor. Ainda é amplamente utilizado por vários países, como Brasil, Austrália, Itália, Filipinas e Portugal.